# Augustijn Huens

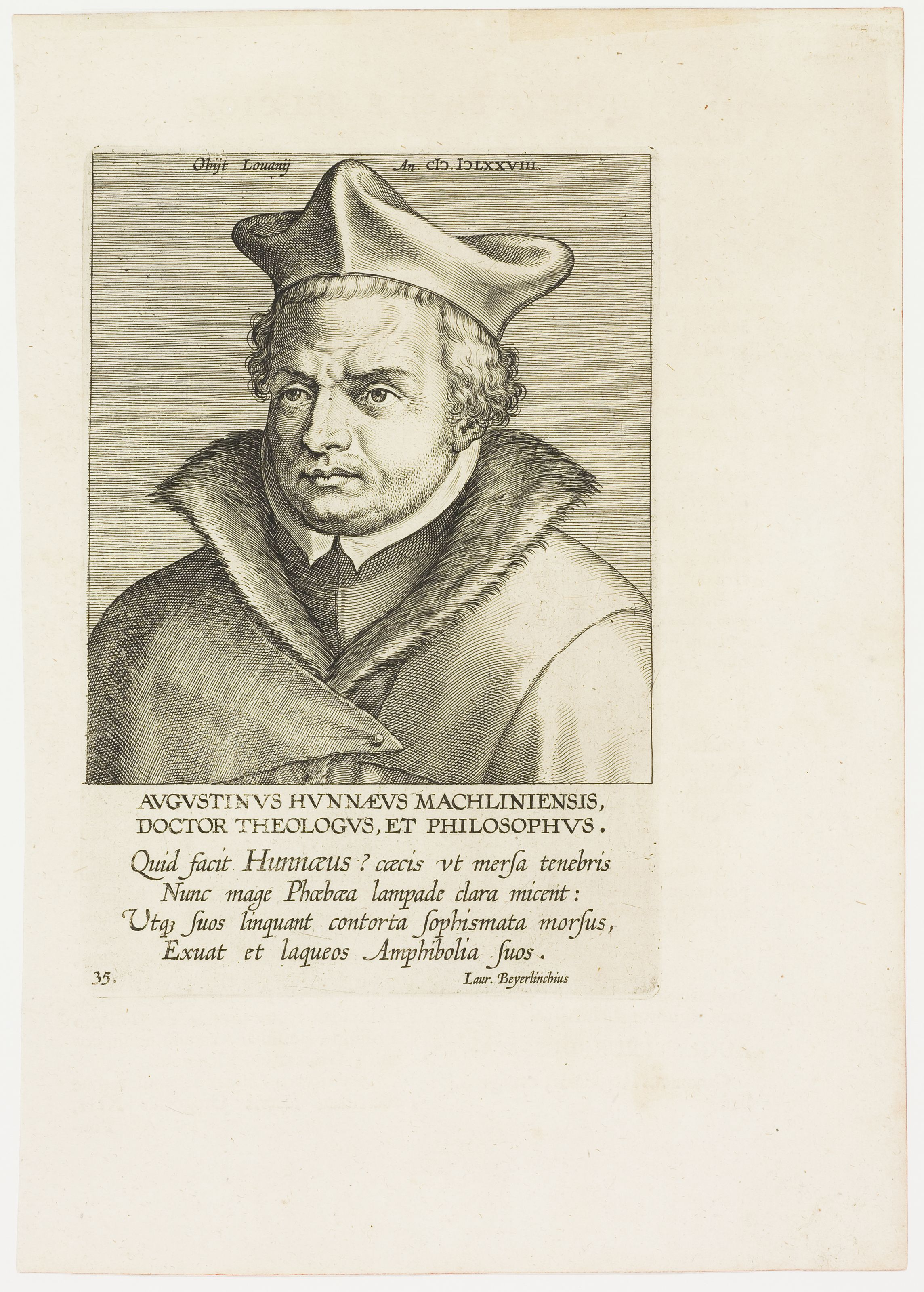
Augustinus Hunnaeus

Augustijn Huens of, in het Latijn, Augustinus Hunnaeus (Mechelen, 27 juli 1522 – Leuven, 7 september 1578) was een Zuid-Nederlands filosoof en theoloog en rector van de Leuvense universiteit in 1563.

## Leven
Augustijn Huens werd te Mechelen geboren op 27 juli 1522 als zoon van Jan Huens (zoon van Rombout, een prominent Mechelaar) en Elisabeth van den Zijpe (dochter van Hendrik). Over zijn jeugd is weinig bekend. Hij leerde waarschijnlijk Latijn in de abdij van Boneffe en zette zijn studies verder aan de Pedagogie De Burcht in Leuven, waar hij later Latijn ging doceren. Op 11 november 1547 trad hij toe tot de academische raad als lid van de artes-faculteit.
Huens bekwaamde zich verder in de godgeleerdheid, het Grieks en het Hebreeuws. Nadat hij enkele jaren wijsbegeerte aan de Pedagogie De Burcht en godgeleerdheid in de Sint-Geertruiabdij onderwezen had, promoveerde hij op 20 juni 1558 tot doctor in de godgeleerdheid. In 1555 werd Huens benoemd tot kanunnik in de Sint-Donaaskathedraal. Hij was van 1555 tot 1561 ook kanunnik van de ‘tweede fundatie’, het klein kapittel van de Leuvense Sint-Pieterskerk. In februari 1563 werd hij benoemd tot rector van de universiteit.
Huens was ook actief in het befaamde Drietalencollege, waar hij Theodoricus Langius vier jaar lang als professor Grieks en Andreas Gennepius een jaar lang als professor Hebreeuws verving. Op 6 maart 1567 volgde hij Johannes Hesselus op als koninklijk professor in de scholastiek. Huens was verder nog, van augustus 1556 tot 1563, voorzitter van het Sint-Annacollege en van april 1572 tot 1577 voorzitter van het Heilige Geestcollege. Hij overleed te Leuven op 7 september 1578.

## Werk

De sacramentis ecclesiae Christi axiomata, 1596

- Hunnaeus, A. (1566). Catechismi Catholici Schema. Antverpiae: Ex officina Christophori Plantini.
- Hunnaeus, A. (1569). S. Thomae Aquinatis Summa totius Theologiae. Antverpiae: Ex officina Christophori Plantini.

Een editie van de Summa theologiae van Thomas van Aquino, opgedragen aan paus Pius V. Latere edities verschenen te Antwerpen in 1575, te Venetië in 1588 en te Bergamo in 1580.
- Hunnaeus, A. (1570). Catechismus Catholicus, nuper unico schemata comprehensus. Antverpiae: Ex officina Christophori Plantini.
- Hunnaeus, A. (1570). De Sacramentis Ecclesiae Christi axiomata. Antverpiae: Ex officina Christophori Plantini.

Latere edities verschenen onder meer te Turijn in 1582 en te Bergamo in 1590.
- Hunnaeus, A. (1570). Dialectica seu generalia logices praecepta omnia. Antverpiae: Ex officina Christophori Plantini.

Latere edities verschenen onder meer te Antwerpen in 1584.

## Verder lezen
- Aa, A. J. van der (1877). Augustin Hunnaeus. In Biographisch woordenboek der Nederlanden. (Vol. 8, Tweede stuk, pp. 1469-1470). Haarlem: J. J. van Brederode.
- Polet, A. (1936). Une gloire de l’humanisme Belge. Petrus Nannius (1500-1557). Humanistica Lovaniensia, 5, p. 303.

- Biblioteca Nacional de España: XX5481083
- Bibliothèque nationale de France: cb170064131 (data)
- Catàleg d'autoritats de noms i títols de Catalunya: 981058601671106706
- Gemeinsame Normdatei: 119716321
- International Standard Name Identifier: 0000 0001 0881 3215
- Library of Congress Control Number: no98090204
- Nationale Bibliotheek van Tsjechië: ola2010601050
- Nationale Bibliotheek van Israël: 987007262936205171
- Nederlandse Thesaurus van Auteursnamen: 071141340
- Istituto Centrale per il Catalogo Unico: BVEV022951
- LIBRIS: 371157
- Système universitaire de documentation: 146373111
- Virtual International Authority File: 26684842
- WorldCat: E39PBJk94X36qpGt6VCfCMqbBP